# Лі Гаскінс
Лі Га́скінс (англ. Lee Haskins); нар. 29 січня 1983, Бристоль, Велика Британія) — британський професійний боксер, що виступав у легшій вазі, «тимчасовий» чемпіон світу за версією IBF (2015), чемпіон світу за версією IBF (2015 — 2017) та двічі чемпіон Європи за версією EBU (2012, 2015).

## Професіональна кар'єра
Лі Гаскінс дебютував на професійному рингу 2003 року.
13 грудня 2004 року завоював титул чемпіона Англії за версією BBBofC в найлегшій вазі.
10 лютого 2006 року завоював вакантний титул чемпіона Співдружності в найлегшій вазі. Провів один успішний захист звання чемпіона Співдружності і 6 жовтня 2006 року, перескочивши одну вагову категорію, вийшов на бій за звання чемпіона Співдружності в легшій вазі, але зазнав поразки технічним нокаутом в 6 раунді.
21 вересня 2007 року вийшов на бій за звання чемпіона Англії за версією BBBofC в легшій вазі і програв технічним рішенням в 7 раунді.
Після цих поразок Гаскінс опустився в другу найлегшу вагу і 7 листопада 2008 року завоював титул чемпіона Англії за версією BBBofC в другій найлегшій вазі.
11 грудня 2009 року в об'єднавчому бою з чемпіоном Співдружності в другій найлегшій вазі Доном Бродхерстом Гаскінс здобув перемогу за очками та додав до звання чемпіона Англії титул чемпіона Співдружності.
14 липня 2011 року виграв титул WBA Inter-Continental в легшій вазі.
7 липня 2012 року в бою проти співвітчизника Стюарта Голла за вакантний титул чемпіона Європи за версією EBU в легшій вазі здобув впевнену перемогу одностайним рішенням і став чемпіоном Європи.
В першому захисті титулу чемпіона Європи 14 грудня 2012 року Гаскінс програв технічним нокаутом в 7 раунді бельгійцю Стефану Жамою.
27 квітня 2013 року виграв вакантний титул чемпіона Англії за версією BBBofC в легшій вазі.
21 лютого 2015 року в Монте-Карло в бою за вакантний титул чемпіона Європи за версією EBU в легшій вазі переміг технічним рішенням в 8 раунді француза Омара Ламірі і вдруге став чемпіоном Європи.
13 червня 2015 року відбувся відбірковий бій за версією IBF. Гаскінс переміг технічним нокаутом в 6 раунді японця Іваса Рьосуке і став обов'язковим претендентом на титул чемпіона світу IBF в легшій вазі американця Ренді Кабальєро. Бій між Гаскінсом і Кабальєро мав відбутися 21 листопада 2015 року у Лас-Вегасі в андеркарті бою Сауль Альварес — Мігель Котто, але під час процедури офіційного зважування американець перевищів ліміт категорії (53,5 кг) майже на 3 кг і був позбавлений титулу чемпіона. Гаскінс став новим чемпіоном світу за версією IBF без бою.
Перший захист титулу Гаскінс провів проти мексиканця Івана Моралеса, якого переміг одностайним рішенням. В другому захисті зустрівся вдруге в кар'єрі зі Стюартом Голлом і знов переміг його одностайним рішенням.
10 червня 2017 року програв за очками співвітчизнику Раяну Барнету, який став новим чемпіоном світу.
1 лютого 2020 року в бою за вакантний титул чемпіона Європи за версією WBO в другій легшій вазі Гаскінс програв технічним нокаутом ірландцю Девіду Джойсу, після чого оголосив про завершення кар'єри.